# Compianto sul Cristo morto (Guido Mazzoni)
Il Compianto sul Cristo morto è un gruppo scultoreo di Guido Mazzoni in terracotta smaltata, databile al 1492 e conservato presso la chiesa di Sant'Anna dei Lombardi di Napoli.
Si tratta del sesto compianto del Mazzoni, nonché dell'ultima sua opera raffigurante tale scena.

## Storia
L'artista modenese, chiamato a Napoli verso la fine del XV secolo da Ferdinando I per eseguire un'altra opera scultorea rappresentante il sovrano aragonese stesso, trovò ben presto approvazioni in città tanto da giungere alla realizzazione, su commissione di Alfonso II di Napoli, del Compianto sul Cristo morto di Monteoliveto.
Conquistata Napoli pochi anni dopo la realizzazione dell'opera, Carlo VIII, re di Francia, conobbe artisticamente il Mazzoni e se ne innamorò al punto da volerlo con sé a Parigi per eseguire alcune opere.
La realizzazione del gruppo scultoreo, infine, è ricordata anche dal Vasari:

## Descrizione
L'opera è composta da otto sculture a grandezza naturale in terracotta policroma e la scena raffigura i personaggi canonicamente previsti dall'iconografia dei gruppi scultorei del Compianto sul Cristo morto, sviluppatasi nel XV secolo.
Rispetto alle cinque precedenti composizioni del Mazzoni e all'iconografia più tradizionale, però, in quest'ultima versione la posizione del Cristo taglia perpendicolarmente la scena anziché orizzontalmente, rompendo gli schemi classici e differenziandosi così dalle altre opere a medesimo soggetto, le quali vedevano appunto il Cristo disteso orizzontalmente dinanzi agli altri protagonisti, alla scena e all'osservatore.
La disposizione delle statue trova al centro la figura esangue del Cristo morto adagiato a terra. Intorno a lui, inginocchiati ai due lati del corpo, in posizione un poco più avanzata verso chi guarda, sono poste le figure di Giuseppe d'Arimatea, a sinistra, e di Nicodemo a destra, quest'ultimo personaggio con il turbante. Dietro il corpo di Cristo è la figura della Vergine, la quale, sopraffatta dal dolore, è in fase di svenimento ed in soccorso ad ella, è la figura di Maria Salomè. Ancora, in posizione centrale, sul lato destro rispetto a chi guarda, con le mani congiunte, è il personaggio di Maria di Cleofa, mentre sul lato sinistro, è una disperata Maddalena. Infine, in fondo al gruppo, alla sinistra di Cristo è la figura straziata di San Giovanni Evangelista.
Alcuni dei reali aragonesi, molto probabilmente su loro richiesta, compaiono nelle vesti dei personaggi del gruppo. È certa per esempio la rappresentazione di due personaggi dietro i quali si celano i ritratti di Ferdinando I e di suo figlio Alfonso II di Napoli, in particolare, quest'ultimo, raffigurato nelle vesti di Giuseppe d'Arimatea.